# Kurt Weber (Musiker)
Kurt Weber (* 1940 in Bern) ist ein Schweizer Klarinettist.

## Leben
Weber wurde als Sohn des Komponisten Kurt Weber (1910–1994) geboren, der die Musikschule Solothurn leitete und Dozent am Lehrerseminar in Olten war.
Weber studierte Klarinette an der Hochschule für Musik und Theater in Bern. Danach erlangte er das Solistendiplom bei dem Klarinettisten Robert Kemblinsky in Lausanne. Zudem studierte er bei Jacques Lancelot in Paris sowie Jost Michaels an der Hochschule für Musik Detmold. Daneben wurde er von Anton Illenberger und Ralf Weikert im Dirigieren unterrichtet.
Weber war einige Jahre lang Solist des Berner Symphonieorchesters. 1968 gewann er den 3. Preis beim Internationalen Musikwettbewerb der ARD. Er wirkte als Professor für Klarinette und Kammermusik an der Berner Hochschule für Musik und Theater, war Künstlerischer Leiter der Musikakademie Solothurn auf Schloss Waldegg und gab Meisterkurse. Zu seinen Schülern gehören Reto Staub und Jean-Luc Darbellay. Ausserdem war er Gründer und Leiter der «Schweizer Bläser-Solisten», musikalischer Leiter des ClarinArt Ensembles sowie Mitbegründer des Ensembles Ton 3.